# Mountainbike-Marathon-Weltmeisterschaften 2017
Die UCI-Mountainbike-Marathon-Weltmeisterschaften 2017 fanden am 25. Juni in Singen in Deutschland statt. Das Rennen der Männer war 98 km lang, jenes der Frauen 80 km.

## Männer
| Platz | Land | Athlet               | Zeit      |
| ----- | ---- | -------------------- | --------- |
| 1     | AUT  | Alban Lakata         | 3:17:24 h |
| 2     | POR  | Tiago Ferreira       | 3:17:25 h |
| 3     | AUT  | Daniel Geismayr      | 3:17:25 h |
| 4     | NED  | Mathieu van der Poel | 3:20:06 h |
| 5     | CZE  | Jaroslav Kulhavý     | 3:20:06 h |
| 6     | SUI  | Nicola Rohrbach      | 3:20:06 h |
| 7     | NED  | Hans Becking         | 3:20:07 h |
| 8     | CZE  | Matouš Ulman         | 3:21:13 h |
| 9     | COL  | Héctor Leonardo Páez | 3:21:13 h |
| 10    | AUT  | Hermann Pernsteiner  | 3:21:13 h |

Datum: 25. Juni 2017

Der amtierende Weltmeister war Tiago Ferreira aus Portugal.

## Frauen
| Platz | Land | Athlet                 | Zeit      |
| ----- | ---- | ---------------------- | --------- |
| 1     | DEN  | Annika Langvad         | 3:06:49 h |
| 2     | GER  | Sabine Spitz           | 3:06:50 h |
| 3     | NOR  | Gunn-Rita Dahle Flesjå | 3:06:57 h |
| 4     | SUI  | Jolanda Neff           | 3:07:00 h |
| 5     | AUT  | Christina Kollmann     | 3:07:33 h |
| 6     | SUI  | Esther Süss            | 3:07:59 h |
| 7     | SWE  | Jennie Stenerhag       | 3:08:02 h |
| 8     | GER  | Silke Ulrich           | 3:08:06 h |
| 9     | LTU  | Katažina Sosna         | 3:08:25 h |
| 10    | RSA  | Robyn de Groot         | 3:08:25 h |

Datum: 25. Juni 2017

Die amtierende Weltmeisterin war Jolanda Neff aus der Schweiz.